# 傑爾曼敦丘陵 (伊利諾伊州)
傑爾曼敦丘陵（英語：Germantown Hills）是位於美國伊利諾伊州伍德福德縣的一個村落。

## 地理
傑爾曼敦丘陵的座標為40°36′51″N 89°12′24″W / 40.61417°N 89.20667°W，而該地最高點為海拔高度245米（即804英尺）。

## 人口
根據2010年美國人口普查的數據，傑爾曼敦丘陵的面積為4.35平方千米，當中陸地面積為4.24平方千米，而水域面積為0.11平方千米。當地共有人口3438人，而人口密度為每平方千米790人。